# Alex Band EP
Alex Band: EP é um EP de Alex Band contendo cinco canções, sendo delas quatro canções novas, além de uma nova versão de "Coming Home". O EP foi lançado em 25 de abril.

## Faixas
1. Live Again
2. Rest Of Our Lives
3. Only One
4. Coming Home
5. Fame